# Juan Mónaco
Juan Mónaco (* 29. března 1984 Tandil) je bývalý argentinský profesionální tenista, který na mužský okruh vstoupil v roce 2002. Ve své kariéře vyhrál na okruhu ATP World Tour devět turnajů ve dvouhře a tři ve čtyřhře. Na challengerech ATP získal jeden a na okruhu ITF pak pět titulů ve dvouhře.
Na žebříčku ATP byl ve dvouhře nejvýše klasifikován v červenci 2012 na 10. místě a ve čtyřhře pak v lednu 2009 na 41. místě. 
V argentinském daviscupovém týmu debutoval v roce 2004 dubnovým čtvrtfinále Světové skupiny proti Bělorusku, v němž podlehl Vladimiru Volčkovovi. Do roku 2013 v soutěži nastoupil k dvanácti mezistátním utkáním s bilancí 8–8 ve dvouhře a 0–1 ve čtyřhře. Ve finále Davis Cupu 2011 prohrál dvouhru s Rafaelem Nadalem po setech 1–6, 1–6 a 2–6. Argentina salátovou mísu nezískala, když Španělsku podlehla 1:3.
Konec kariéry oznámil v květnu 2017.

## Tenisová kariéra
Tenis začal hrát v šesti letech.
Na okruhu ITF debutoval v sezóně 2002. Premiérový titul vyhrál 12. února 2002 v jamajském Montego Bay, turnaji kategorie Futures 20, když ve finále zdolal Paraguayce Francisca Rodrigueze. Rok 2002 zakončil na 470. příčce světové klasifikace.
První zisk titulu na okruhu ATP zaznamenal v únoru 2007 na turnaji v Buenos Aires, kde ve finále porazil Itala Alessia di Maura ve třech setech. Vítězství na události kategorie ATP 500 Series si připsal na hamburském International German Open 2012 poté, co v boji o titul přehrál německého tenistu Tommy Haase ve dvou sadách.
Argentinu reprezentoval na londýnských Hrách XXX. olympiády, kde ve dvouhře jako devátý nasazený prohrál ve druhém kole se Španělem Felicianem Lópezem dvakrát 4–6. Zúčastnil se také LOH 2008 v Pekingu, kde nastoupil s Agustínem Callerim do čtyřhry. V úvodní fázi turnaje však nestačili na australskou dvojici Chris Guccione a Lleyton Hewitt, které podlehli až ve třetím rozhodujícím setu 16–18 na gamy.

## Soukromý život
Narodil se roku 1984 do argentinské rodiny obchodníka Héctora a architekty Cristiny Mónacových. Má dva sourozence. Za nejoblíbenější povrch uvedl antuku.

## Finálové účasti na turnajích ATP World Tour
| Legenda (před/od 2009)                                               |
| D – dvouhra; Č – čtyřhra                                             |
| Grand Slam (0–0)                                                     |
| Tennis Masters Cup / ATP World Tour Finals (0–0)                     |
| ATP Masters Series / ATP World Tour Masters 1000 (0–0)               |
| ATP International Series Gold / ATP World Tour 500 series (2–1 D)    |
| ATP International Series / ATP World Tour 250 series (7–11 D; 3–3 Č) |

### Dvouhra: 21 (9–12)
| Stav      | Č.  | Datum         | Turnaj                  | Povrch    | Soupeř ve finále  | Výsledek           |
| --------- | --- | ------------- | ----------------------- | --------- | ----------------- | ------------------ |
| Finalista | 1.  | duben 2005    | Casablanca, Maroko      | antuka    | Mariano Puerta    | 4–6, 1–6           |
| Vítěz     | 1.  | únor 2007     | Buenos Aires, Argentina | antuka    | Alessio di Mauro  | 6–1, 6–2           |
| Vítěz     | 2.  | květen 2007   | Pörtschach, Německo     | antuka    | Gaël Monfils      | 7–6(7–3), 6–0      |
| Vítěz     | 3.  | červenec 2007 | Kitzbühel, Rakousko     | antuka    | Potito Starace    | 5–7, 6–3, 6–4      |
| Finalista | 2.  | únor 2008     | Viña del Mar, Chile     | antuka    | Fernando González | bez boje           |
| Finalista | 3.  | květen 2008   | Pörtschach, Německo     | antuka    | Nikolaj Davyděnko | 2–6, 6–2, 2–6      |
| Finalista | 4.  | únor 2009     | Buenos Aires, Argentina | antuka    | Tommy Robredo     | 5–7, 6–2, 6–7(5–7) |
| Finalista | 5.  | červenec 2009 | Båstad, Švédsko         | antuka    | Robin Söderling   | 3–6, 6–7(4–7)      |
| Finalista | 6.  | září 2009     | Bukurešť, Rumunsko      | antuka    | Albert Montañés   | 6–7(2–7), 6–7(5–7) |
| Finalista | 7.  | únor 2010     | Santiago, Chile         | antuka    | Thomaz Bellucci   | 2–6, 6–0, 4–6      |
| Finalista | 8.  | listopad 2011 | Valencie, Španělsko     | tvrdý (h) | Marcel Granollers | 2–6, 6–4, 6–7(3–7) |
| Vítěz     | 4.  | únor 2012     | Viña del Mar, Chile     | antuka    | Carlos Berlocq    | 6–3, 6–7(1–7), 6–1 |
| Vítěz     | 5.  | duben 2012    | Houston, Spojené státy  | antuka    | John Isner        | 6–2, 3–6, 6–3      |
| Finalista | 9.  | červenec 2012 | Stuttgart, Německo      | antuka    | Janko Tipsarević  | 4–6, 7–5, 3–6      |
| Vítěz     | 6.  | červenec 2012 | Hamburk, Německo        | antuka    | Tommy Haas        | 7–5, 6–4           |
| Vítěz     | 7.  | září 2012     | Kuala Lumpur, Malajsie  | tvrdý (h) | Julien Benneteau  | 7–5, 4–6, 6–3      |
| Vítěz     | 8.  | březen 2013   | Düsseldorf, Německo     | antuka    | Jarkko Nieminen   | 6–4, 6–3           |
| Finalista | 10. | srpen 2013    | Kitzbühel, Rakousko     | antuka    | Marcel Granollers | 6–0, 6–7(3–7), 4–6 |
| Finalista | 11. | červenec 2014 | Gstaad, Švýcarsko       | antuka    | Pablo Andújar     | 3–6, 5–7           |
| Finalista | 12. | březen 2015   | Buenos Aires, Argentina | antuka    | Rafael Nadal      | 4–6, 1–6           |
| Vítěz     | 9.  | duben 2016    | Houston, Spojené státy  | antuka    | Jack Sock         | 3–6, 6–3, 7–5      |

### Čtyřhra: 6 (3–3)
| Stav      | Č. | Datum      | Turnaj                    | Povrch | Spoluhráč        | Soupeři ve finále               | Výsledek         |
| --------- | -- | ---------- | ------------------------- | ------ | ---------------- | ------------------------------- | ---------------- |
| Vítěz     | 1. | leden 2008 | Auckland, Nový Zéland     | tvrdý  | Luis Horna       | Xavier Malisse Jürgen Melzer    | 6–4, 3–6, [10–7] |
| Finalista | 1. | leden 2008 | Viña del Mar, Chile       | antuka | Máximo González  | José Acasuso Sebastián Prieto   | 1–6, 0–3skreč    |
| Vítěz     | 2. | duben 2008 | Valencie, Španělsko       | antuka | Máximo González  | Travis Parrott Filip Polášek    | 7–5, 7–5         |
| Finalista | 2. | únor 2009  | Costa do Sauípe, Brazílie | antuka | Lucas Arnold Ker | Marcel Granollers Tommy Robredo | 4–6, 5–7         |
| Finalista | 3. | únor 2013  | Viña del Mar, Chile       | antuka | Rafael Nadal     | Paolo Lorenzi Potito Starace    | 2–6, 4–6         |
| Vítěz     | 3. | leden 2015 | Dauhá, Katar              | tvrdý  | Rafael Nadal     | Julian Knowle Philipp Oswald    | 6–3, 6–4         |

## Postavení na konečném žebříčku ATP

### Dvouhra
| Rok    | 2001 | 2002   | 2003   | 2004  | 2005  | 2006  | 2007  | 2008  | 2009  | 2010  | 2011  | 2012  | 2013  | 2014  |
| Pořadí | 791. | ▲ 605. | ▲ 319. | ▲ 72. | ▼ 88. | ▲ 70. | ▲ 23. | ▼ 47. | ▲ 30. | ▲ 26. | ▬ 26. | ▲ 12. | ▼ 42. | ▼ 62. |

### Čtyřhra
| Rok    | 2001 | 2002   | 2003   | 2004   | 2005   | 2006   | 2007   | 2008  | 2009   | 2010   | 2011   | 2012   | 2013   | 2014   |
| Pořadí | 713. | ▲ 491. | ▼ 552. | ▲ 295. | ▲ 159. | ▼ 423. | ▲ 288. | ▲ 43. | ▼ 110. | ▬ 110. | ▼ 179. | ▼ 180. | ▲ 141. | ▼ 153. |